# بینگو موریهاشی
بینگو موریهاشی (به ژاپنی: 森橋 ビンゴ؛ به انگلیسی: Bingo Morihashi) یک نویسنده ژاپنی زاده ۲ مارس ۱۹۷۹ در هیروشیما، ژاپن است. او همچنین نویسنده مجموعه بازی شیطان هم می‌گرید، انیمه تلویزیونی آن، و دو رمان کوتاه درباره این مجموعه است.